# Saubusse
Saubusse (gaskonsko Saubuça) je zdraviliško naselje in občina v francoskem departmaju Landes regije Akvitanije. Naselje je leta 2009 imelo 805 prebivalcev.

## Geografija
Kraj leži v pokrajini Gaskonji ob reki Adour, 16 km jugozahodno od središča Daxa.

## Uprava
Občina Saubusse skupaj s sosednjimi občinami Angoumé, Dax, Gourbera, Herm, Mées, Rivière-Saas-et-Gourby, Saint-Paul-lès-Dax, Saint-Vincent-de-Paul in Téthieu sestavlja kanton Dax-Sever s sedežem v Daxu. Kanton je sestavni del okrožja Dax.

## Zanimivosti
- cerkev sv. Janeza Krstnika iz 13. stoletja,
- most na reki Adour pont Eugénie Desjobert iz druge polovice 19. stoletja.

- Cerkev sv. Janeza Krstnika
- Pont Eugénie Desjobert